# Gornja Draguša
Gornja Draguša (em cirílico: Горња Драгуша) é uma vila da Sérvia localizada no município de Blace, pertencente ao distrito de Toplica, na região de Toplica. A sua população era de 207 habitantes segundo o censo de 2011.

## Demografia
| 1948 | 1953 | 1961 | 1971 | 1981 | 1991 | 2002 | 2011 |
| ---- | ---- | ---- | ---- | ---- | ---- | ---- | ---- |
| 605  | 604  | 475  | 409  | 389  | 361  | 258  | 207  |